# سالیان (سنندج)
سالیان (سنندج)، روستایی از توابع بخش کلاترزان شهرستان سنندج در استان کردستان ایران است.

## جمعیت
این روستا در دهستان ژاورود غربی قرار دارد و براساس سرشماری مرکز آمار ایران در سال ۱۳۸۵، جمعیت آن ۳۴۳ نفر (۸۲خانوار) بوده‌است.